# Mermessus obscurus
Mermessus obscurus är en spindelart som först beskrevs av Alfred Frank Millidge 1991.  Mermessus obscurus ingår i släktet Mermessus och familjen täckvävarspindlar.
Artens utbredningsområde är Colombia. Inga underarter finns listade i Catalogue of Life.